# Amharique
Cette page contient des caractères éthiopiques. En cas de problème, consultez Aide:Unicode ou testez votre navigateur.
L’amharique (/amaʁik/  ; autonyme አማርኛ (āmariññā) /amarɨɲːa/ ) est une langue sémitique, historiquement apparentée aux langues sudarabiques anciennes.
En raison de la politique linguistique avant la chute du Derg, la langue est parlée en Éthiopie par une majorité de la population, soit comme langue maternelle — majoritairement par les Amharas —, soit comme langue seconde ou véhiculaire.
Depuis l'entrée en vigueur de la Constitution de 1994, l'amharique a perdu son statut de langue officielle unique, l'article 5-1 affirmant la reconnaissance par l'État du même statut pour toutes les langues éthiopiennes ; toutefois, l'article 5-2 accorde à l'amharique le statut de langue de travail du gouvernement fédéral.
En dehors de l'Éthiopie, l'amharique est parlé par environ 2,7 millions de personnes vivant en Égypte, en Israël, à Djibouti, au Yémen, au Soudan, aux États-Unis, ainsi qu'en Érythrée par une partie de la population ayant connu la période antérieure à l'indépendance en 1993.
L'amharique s'écrit à l'aide de l'alphasyllabaire éthiopien.

## Transcription

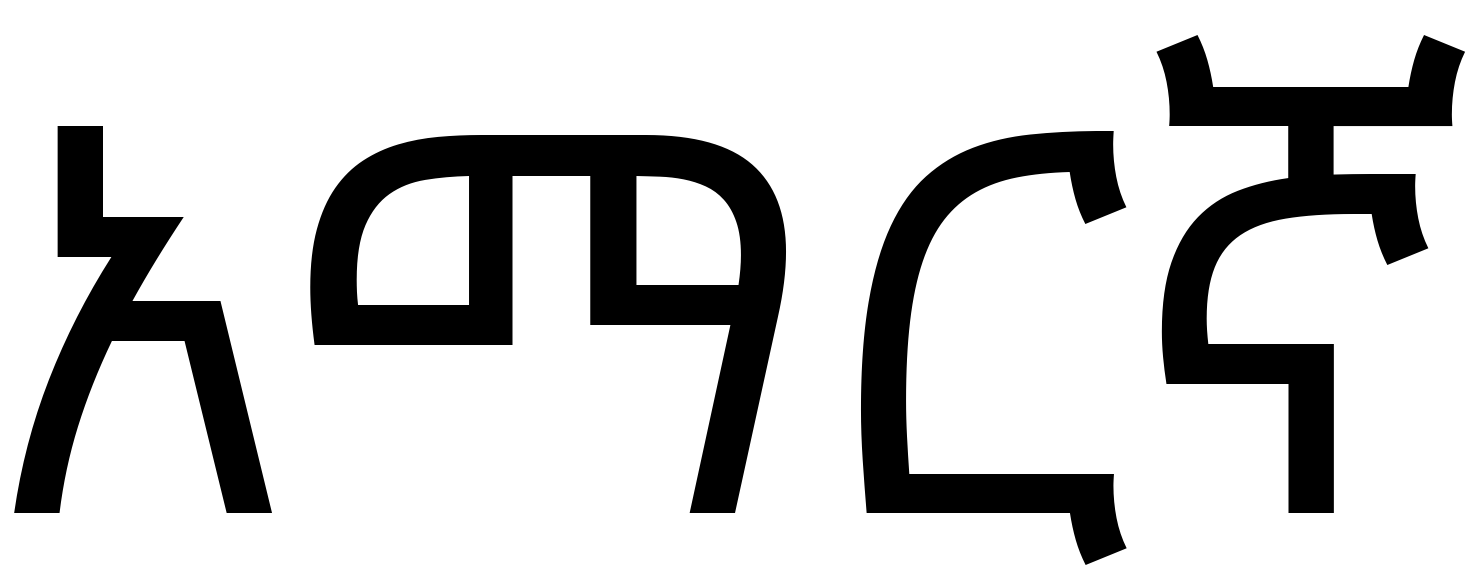
Langue amharique (écriture de la langue Ge'ez)

Il n'existe pas de romanisation standard de l'amharique, la graphie employée varie sensiblement selon les ouvrages et les langues. Il en existe cependant une transcription scientifique qui permet de rendre les caractères ge'ez  de façon univoque. Elle exige des caractères spéciaux rarement disponibles sur les systèmes informatiques courants. On la rencontre donc peu en dehors des ouvrages de linguistique.

## Écriture

### Différences avec l'alphasyllabaire éthiopien original
L'amharique s'écrit à l'aide de l'alphasyllabaire amharique, dérivé de l'alphasyllabaire éthiopien. Plusieurs lettres ont été ajoutées aux 26 de base : 
- sept consonnes dont six palatales : ሸ (šä), ቸ (čä), ኘ (ñä), ዠ (žä), ጀ (ǧä), ጨ (č'ä) et le ኸ (hä). Les six consonnes palatales correspondant à des dentales, c'est un élément bien visible dans la graphie. Les six nouvelles consonnes ont aussi été insérées dans l'alphabet après les dentales.

| Dentales  | ሰ | ተ | ነ | ዘ | ደ | ጠ |
| Palatales | ሸ | ቸ | ኘ | ዠ | ጀ | ጨ |

- le ኧ (ä)
- le ቨ (vä), utilisé pour les emprunts : ቪዛ (viza, visa)
- un certain nombre de labio-vélaires.

Outre les ajouts, l'alphasyllabaire amharique se distingue par la prononciation identique de quelques lettres différentes :
- ሰ et ሠ : sä
- ሀ, ሐ, ኀ et ኸ : consonne fricative glottale sourde
- አ et ዐ : a
- ጸ et ፀ : s'ä

Historiquement, ces sons ont été distincts. Ainsi, አ (ʾ) et ዐ (ʿ) sont à l'origine un coup de glotte et une pharyngale fricative sonore. Ces consonnes sont devenues des « porteurs de voyelles ».

### Lecture
Tout comme l'alphasyllabaire éthiopien, l'amharique se lit de gauche à droite. Les caractères sont séparés et n'ont pas de forme initiale, médiane, finale ou cursive, ou de différenciation majuscule - minuscule. Chaque caractère se présente sous sept formes, appelées « ordres », correspondant à la voyelle. Les ordres portent tous un nom en ge'ez, indiqué entre parenthèses :
- ä (ግዕዝ, gəʼəz, « premier »)
- u (ካዕብ, kaʼəb, « deuxième »)
- i (ሣልስ, saləs, « troisième »)
- a (ራብዕ, rabə(ʾ), « quatrième »)
- e (ኃምስ, haməs, « cinquième »)
- ə (ሳድስ, sadəs, « sixième »)
- o (ሳብዕ, sabe(ʾ), « septième »)

La lecture ne présente en général pas de difficultés ; par exemple, le troisième caractère de la première ligne se lit « hi ». Néanmoins, certains éléments sont sujets de réflexions. L'alphasyllabaire amharique n'indique pas les géminations, ce qui peut prêter à confusion ; አለ peut se lire alä, « il a dit » ou allä, « il y a ». Seul le contexte permet un choix. Dans la retranscription, la gémination est indiquée par un redoublement de la consonne.

Un deuxième problème se rapporte au sixième ordre ə, qui peut être la consonne suivie de la voyelle ou la consonne uniquement. La connaissance du terme et de sa prononciation se révèle indispensable. Le mot ደንበር, « frontière » pourrait se lire dänəbär, mais la lecture correcte est dänbär, la consonne n étant prononcée sans la voyelle. Le sixième ordre n'est presque jamais prononcé à la fin du mot. On dira, pour le mot ስንት, « combien », sənt et non səntə. Une des rares situations où ce sixième ordre est prononcé est la récitation de la poésie.

Enfin, les lettres suivantes sont lues avec un a au premier ordre et non un ä : ሀ (ha), ሐ (ha), ኀ (ha), አ (a) et ዐ (a).

### Orthographe
L'orthographe est également peu compliquée, encore en raison de la nature de l'alphasyllabaire. Un questionnement existe autour du choix dans les lettres prononcées de manière identique. Celles-ci portent d'ailleurs des noms spécifiques pour bien les distinguer. La lettre est nommée en référence à un mot dans lequel on l'emploie. Ainsi, on parle du ንጉሡ ፡ ሠ, nəgusu sä, ce qui signifie « le sä de nəgus », c'est-à-dire celui employé pour écrire le mot « nəgus ». 

- les deux sä :
  - ሰ : እሳቱ ፡ ሰ, əsatu sä. On utilise cette lettre pour écrire le mot እሳት, əsāt en ge'ez et əsat, en amharique : « feu ».
  - ሠ : ንጉሡ ፡ ሠ, nəgusu sä, utilisée pour le mot ንጉሥ, nəgus, « roi » en ge'ez et en amharique.
- les trois h, lus avec une voyelle a au premier ordre, strictement identique au quatrième :
  - ሀ : ሃሌታው ፡ ሀ, halletaw ha. ሃሌታ, hālletā signifie « chanter alléluia » en ge'ez.
  - ሐ : ሐመሩ ፡ ሐ, hameru ha. ሐመር, ḥamar, « bateau » en ge'ez.
  - ኀ : ብዙኀኑ ፡ ኀ, bəzuhanu ha. ብዙኃን, bəzuḫān, « beaucoup » en ge'ez.
- les deux a, lus a aux premier et quatrième ordres:
  - አ : አሌፉ ፡ አ, alefu a.
  - ዐ : ዐይኑ ፡ ዐ, ayinu a.
- les deux s'ä :
  - ጸ : ጸሎቱ ፡ ጸ, sʼälotu sʼä. ጸሎት, sʼalot, en ge'ez et sʼälot, en amharique : « prière ».
  - ፀ : ፀሐዩ ፡ ፀ, sʼähayu sʼä. ፀሐይ, sʼaḥay, en ge'ez et sʼähay, en amharique : « soleil ».

Le choix d'un caractère ne modifie en rien la prononciation. Toutefois, la décision d'écrire avec une lettre au lieu qu'une autre renvoie généralement à l'étymologie ge'ez, défendue par les traditionalistes. Un exemple est celui du mot ንጉሥ, nəgus, qui s'écrit avec le sä ሠ et non ሰ. Pour ce terme, l'écriture d'origine est généralement respectée et connue, ce qui n'est pas toujours le cas. Il y a des débats entre traditionalistes sur les étymologies afin de justifier le choix d'un caractère.
|    | ä* | u | i | a | e | ə | o | ʷä | ʷi | ʷa | ʷe | ʷə |
| -- | -- | - | - | - | - | - | - | -- | -- | -- | -- | -- |
| h  | ሀ* | ሁ | ሂ | ሃ | ሄ | ህ | ሆ |    |    |    |    |    |
| l  | ለ  | ሉ | ሊ | ላ | ሌ | ል | ሎ |    |    | ሏ  |    |    |
| h  | ሐ* | ሑ | ሒ | ሓ | ሔ | ሕ | ሖ |    |    | ሗ  |    |    |
| m  | መ  | ሙ | ሚ | ማ | ሜ | ም | ሞ |    |    | ሟ  |    |    |
| s  | ሠ  | ሡ | ሢ | ሣ | ሤ | ሥ | ሦ |    |    | ሧ  |    |    |
| r  | ረ  | ሩ | ሪ | ራ | ሬ | ር | ሮ |    |    | ሯ  |    |    |
| s  | ሰ  | ሱ | ሲ | ሳ | ሴ | ስ | ሶ |    |    | ሷ  |    |    |
| š  | ሸ  | ሹ | ሺ | ሻ | ሼ | ሽ | ሾ |    |    | ሿ  |    |    |
| q  | ቀ  | ቁ | ቂ | ቃ | ቄ | ቅ | ቆ | ቈ  | ቊ  | ቋ  | ቌ  | ቍ  |
| b  | በ  | ቡ | ቢ | ባ | ቤ | ብ | ቦ |    |    | ቧ  |    |    |
| v  | ቨ  | ቩ | ቪ | ቫ | ቬ | ቭ | ቮ |    |    | ቯ  |    |    |
| t  | ተ  | ቱ | ቲ | ታ | ቴ | ት | ቶ |    |    | ቷ  |    |    |
| č  | ቸ  | ቹ | ቺ | ቻ | ቼ | ች | ቾ |    |    | ቿ  |    |    |
| h  | ኀ* | ኁ | ኂ | ኃ | ኄ | ኅ | ኆ | ኈ  | ኊ  | ኋ  | ኌ  | ኍ  |
| n  | ነ  | ኑ | ኒ | ና | ኔ | ን | ኖ |    |    | ኗ  |    |    |
| ñ  | ኘ  | ኙ | ኚ | ኛ | ኜ | ኝ | ኞ |    |    | ኟ  |    |    |
| ʾ  | አ* | ኡ | ኢ | ኣ | ኤ | እ | ኦ |    |    | ኧ  |    |    |
| k  | ከ  | ኩ | ኪ | ካ | ኬ | ክ | ኮ | ኰ  | ኲ  | ኳ  | ኴ  | ኵ  |
| h  | ኸ  | ኹ | ኺ | ኻ | ኼ | ኽ | ኾ |    |    |    |    |    |
| w  | ወ  | ዉ | ዊ | ዋ | ዌ | ው | ዎ |    |    |    |    |    |
| ʾ  | ዐ* | ዑ | ዒ | ዓ | ዔ | ዕ | ዖ |    |    |    |    |    |
| z  | ዘ  | ዙ | ዚ | ዛ | ዜ | ዝ | ዞ |    |    | ዟ  |    |    |
| ž  | ዠ  | ዡ | ዢ | ዣ | ዤ | ዥ | ዦ |    |    | ዧ  |    |    |
| y  | የ  | ዩ | ዪ | ያ | ዬ | ይ | ዮ |    |    |    |    |    |
| d  | ደ  | ዱ | ዲ | ዳ | ዴ | ድ | ዶ |    |    | ዷ  |    |    |
| ǧ  | ጀ  | ጁ | ጂ | ጃ | ጄ | ጅ | ጆ |    |    | ጇ  |    |    |
| g  | ገ  | ጉ | ጊ | ጋ | ጌ | ግ | ጎ | ጐ  | ጒ  | ጓ  | ጔ  | ጕ  |
| t' | ጠ  | ጡ | ጢ | ጣ | ጤ | ጥ | ጦ |    |    | ጧ  |    |    |
| č' | ጨ  | ጩ | ጪ | ጫ | ጬ | ጭ | ጮ |    |    | ጯ  |    |    |
| p' | ጰ  | ጱ | ጲ | ጳ | ጴ | ጵ | ጶ |    |    | ጷ  |    |    |
| s' | ጸ  | ጹ | ጺ | ጻ | ጼ | ጽ | ጾ |    |    | ጿ  |    |    |
| s' | ፀ  | ፁ | ፂ | ፃ | ፄ | ፅ | ፆ |    |    |    |    |    |
| f  | ፈ  | ፉ | ፊ | ፋ | ፌ | ፍ | ፎ |    |    | ፏ  |    |    |
| p  | ፐ  | ፑ | ፒ | ፓ | ፔ | ፕ | ፖ |    |    | ፗ  |    |    |

* Au premier ordre, les lettres ሀ, ሐ, ኀ, አ et ዐ sont lues avec une voyelle a identique au quatrième ordre.

## Phonologie

### Consonnes
Les consonnes éjectives correspondent aux consonnes emphatiques du proto-sémitique. Elles sont transcrites avec un point suscrit.
Dans les tableaux ci-dessous, les symboles qui ne font pas partie de l'Alphabet Phonétique International sont indiqués entre parenthèses.
|            |             | bilabiale  | dentale    | palato-alvéolaire palatale | vélaire   | glottale |
| ---------- | ----------- | ---------- | ---------- | -------------------------- | --------- | -------- |
| occlusives | non-voisées | p          | t          |                            | k         | ʔ (ʾ)    |
| occlusives | voisées     | b          | d          |                            | g         |          |
| occlusives | éjectives   | pʼ (p', p̣) | tʼ (t', ṭ) |                            | kʼ (q, ḳ) |          |
| affriquées | non-voisées |            |            | t͡ʃ (č)                     |           |          |
| affriquées | voisées     |            |            | d͡ʒ (ǧ)                     |           |          |
| affriquées | éjectives   |            | t͡sʼ (s')   | t͡ʃʼ (č', č̣)                |           |          |
| fricatives | non-voisées | f          | s          | ʃ (š)                      |           | h        |
| fricatives | voisées     |            | z          | ʒ (ž)                      |           |          |
| nasales    | nasales     | m          | n          | ɲ (ñ)                      |           |          |
| liquides   | liquides    | w          | l          | j (y)                      |           |          |
| roulées    | roulées     |            | r          |                            |           |          |

### Voyelles
|          | antérieures | centrales | postérieures |
| -------- | ----------- | --------- | ------------ |
| hautes   | i           | ɨ (ə)     | u            |
| moyennes | e           | ə (ä)     | o            |
| basses   |             | a         |              |

## Histoire

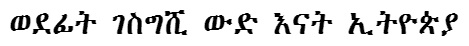
Titre de l'hymne national éthiopien écrit en amharique.

Selon le Dictionnaire historique de la Bible, il aurait commencé à supplanter le guèze en Abyssinie, vers l’an 1300, et on le parlait vers 1900 dans presque toute cette région. Les missionnaires catholiques furent les premiers qui essayèrent de traduire en amharique des parties de l'Écriture ; mais leurs travaux n’ont jamais été imprimés. La Bible fut traduite pour la première fois, en entier, de 1810 à 1820, par Asselin de Cherville, consul de France au Caire, aidé d’un vieillard appelé Abou-Roumi. Sa traduction fut achetée par la Bible Society, et revue par J. P. Platt, qui fit paraître les Évangiles (1824), et le Nouveau Testament complet (1829). L’Ancien Testament parut en 1840, et une édition
complète de la Bible, en 1842. La Bible Society a publié en 1875 une édition nouvelle, revue par le Dr Krapf, avec le concours de plusieurs Abyssiniens.
De nos jours, l'amharique est la langue majoritaire des Éthiopiens, dont 27 millions en langue maternelle. En comptant les Éthiopiens qui le parlent en seconde langue, plus de 50 millions d'Éthiopiens savent sans doute parler l'amharique sur 85 millions d'habitants.